# Fiendens fiende (roman)
Fiendens fiende är en roman av Jan Guillou som gavs ut 1989. Det är den fjärde romanen i serien om den svenska underrättelseofficeren Carl Hamilton. 

## Handling
Den livstidsdömde spionen Stig Sandström har rymt till Moskva och hans kunskaper till fienden om den svenska underrättelsetjänsten orsakar stora problem, inte minst för Carl Hamilton som kommer tilldelas ett antal okonventionella arbetsuppgifter. Samtidigt förbereder sig en annan okänd motståndare, nämligen fiendens fiende.

## Tema
I denna berättelsen vänder Guillou på frågeställningen från I nationens intresse, där frågan var om en enskild medborgare kunde komma undan med mord ifall det låg i det försvarspolitiska intresset att se mellan fingrarna på brottet. Här handlar det istället om det finns något läge där den svenska staten, som avskaffat alla dödsstraff till och med i krig, skulle låta avrätta en egen medborgare. Det vore det yttersta grundlagsbrottet, men Guillous källor som arbetat inom underrättelsetjänsten påstod att svaret var ja, och att de redan skett. De nämnde även vem som skulle vara det tänkbara offret, nämligen den förrymde spionen Stig Bergling (som i romanen fick namnet Stig Sandström). De förklarade hur man skulle gå bakom ryggen på varandra och på regeringen, och sedan var det bara för Guillou att verkställa saken i sin roman.
När romanen skrevs och även när den filmatiserades var Stig Bergling fortfarande på rymmen och det var inte känt för allmänheten var han befann sig och om han fortfarande var i livet. När han dök upp i Sverige igen 1994 visade det sig att båda han och hustrun fortfarande levde.       

## Synopsis

### Fienden (del 1)
Den livstidsdömde spionen Stig Sandström (Stig Bergling) rymmer från sin permission, stryper sin fru under flykten med Finlandsfärjan och tas omhand av GRU för att föras till Moskva.
För Hamilton har det gått mer än ett år sedan Operation Big Red. Han sitter på kontor och ägnar arbetsdagarna åt den mer stillsamma delen av underrättelsetjänsten som handlar om analys och bearbetning av information, men plågas om nätterna av mardrömmar från undervattensoperationen där han och kollegorna Lundvall och Stålhandske dödade ett okänt antal ryssar. Vid midsommar stannas han för fortkörning av två kvinnliga poliser, vilket resulterar i att han bjuder ut den ena, Eva-Britt, och de inleder ett kärleksförhållande.
En natt infångar Hamilton en inbrottstjuv i lägenheten, som skickats för att fotografera hans tapperhetsmedaljer. Uppenbarligen vill någon, förmodligen ryssarna, få reda på vilka som deltog i Operation Big Red. Hamilton låter den harmlöse inbrottstjuven undkomma, mot löftet att inte berätta att han blivit påkommen.
Samtidigt har en avhoppare från GRU i London angett för MI 6 att Hamilton är sovjetisk dubbelagent. Hamiltons svenska chefer konfronterar honom med rapporten och han blir förhörd av försvarsstabens egen säkerhetsavdelning medan hans lägenhet genomsöks med uppbrutna golv och stor åverkan. Med sin bakgrund som uttalad kommunist får Hamilton det i svårt i förhören, särskilt när han inte kan försvara sig med Big Red som är strikt hemlighetsstämplad även för militära kollegor och som hans egna chefer dessutom börjar betvivla att den faktiskt ägt rum som han beskrivit den.
Till och med DG är tveksam till hur det ligger till, och reser först till Kalifornien och sedan till London för att utreda saken, där han blir övertygad om Hamiltons oskuld och allt varit en rysk provokation.
Medan utredningen pågår och Hamilton försätts i tjänstledighet kallas han in till kabinettssekreterare Peter Sorman på Utrikesdepartementet. Några svenska läkare är kidnappade i Libanon och Peter Sorman vill skicka dit Hamilton för att få loss dem, eftersom han vet att Hamilton har goda kontakter med PLO vilket är något som den svenska personalen i Damaskus saknar. Sorman försäkrar att Hamilton har regeringens fulla förtroende och att de betraktar spionerianklagelserna som nonsens. Hamilton ska bara hjälpa till att lokalisera gisslan och förbättra förhandlingsläget, men han får inte ta med sig några vapen på resan. Med hjälp av sin gamle kontakt i PLO, Mouna, fritar Hamilton den svenska gisslan. Under fritagningen dödar han tre av kidnapparna, och PLO avrättar de kvarvarande.
Samuel Ulfsson, Hamiltons chef på OP5, har blivit uppsökt av en svensk BPA-delegat som under besök i Moskva fått syn på den försvunne spionen Sandström. Som en slags ursäkt för spionerianklagelserna befordras Hamilton till kommendörkapten, och får ett nytt uppdrag ute på fältet. Han utnämns till försvarsattaché i Moskva för att i hemlighet och med fotografier säkerställa vart förrädaren Sandström befinner sig. Hans ännu hemligare uppdrag, som han får av DG, är att eliminera Sandström.
DG behöver aldrig aldrig rakt ut att uppdraget gäller att döda Sandström. Han använder istället list och anspelar på Hamiltons känslor. Det var Sandström som hjälpte GRU med spionerianklagelserna mot Hamilton, och detta resulterade i att hans livs stora kärlek Tessie blivit förhörd och trakasserad av amerikanska FBI och DIA när även dessa försökt gå till botten med ärendet. Så länge Sandström lever och arbetar vidare för ryssarna kan liknande saker hända igen. DG läser sedan dikten Nya vapen av Pär Lagerkvist, och Hamilton förstår innebörden. När han frågar om det är explicit order svarar DG att det är en av hans allra sista, eftersom han kommer ha gått i pension när Hamilton återvänder.

### Moskva (del 2)
Hamilton pluggar ryska och antar en täckmantel som festprisse i Moskva för att förvirra ryssarna, samtidigt som han i hemlighet söker efter Sandström. Han inleder också ett kärleksförhållande med en rysk pianist, som han behöver för att utföra operationen. När de går på Bolsjojteatern för att se baletten Raymonda ursäktar han sig i första mellanakten, med förevändningen att han glömt ett viktigt telegram, och kör ut till Sandströms lägenhet. Han dödar Sandström genom att slå honom medvetslös och sedan trycka in en syl i nacken på honom. Sedan fotograferar han den döde som bevis, slår Sandströms kvinnliga kollega medvetslös och kör tillbaka till teatern. Han meddelar OP5 att uppdraget är utfört och kallas hem.

### Fiendens fiende (del 3)
I Sverige sker snart också flera brutala mord. De första två morden utförs med extremt övervåld mot två piloter inom flygvapnet, och kriminalkommissarie Rune Jansson tar hjälp av Hamilton och dennes kollegor Lundvall och Stålhandske. Enligt kvällstidningen Expressen rör det sig om ett hemligt agentkrig mellan svensk och sovjetisk militär, vilket de fått veta av anonyma källor på Säpo, men Hamilton och hans kollegor anser att morden inte utförts med professionellt militärt våld. När även en f.d. anställd vid Utrikesdepartementet och en KGB-officer mördas under gangsterliknande former med hagelgevär eskalerar Expressens krigsrubriker ännu mer, och tidningens källor på Säpo anger att agentkriget orsakats av att svensk underrättelsetjänst avrättat Stig Sandström i Moskva.
Hamilton blir kontaktad av Jurij Tjivartsjev, residenten för GRU i Stockholm, som föreslår ett samarbete för att lokalisera och oskadliggöra deras gemensamma fiende, "fiendens fiende" så att säga. De båda underrättelsetjänsterna vet ju mycket väl att de själva inte är ansvariga för morden.
Snart ringer Eva-Britt på dörren hos Hamilton och visar upp det senaste numret av Expressen. Där finns ett foto på honom, med avslöjandet att det var han som utförde mordet på Sandström. För att inte upprepa misstaget med Tessie, som han förlorade för att han aldrig berättade sanningen om sitt liv, avslöjar han hela sin historia för Eva-Britt.
Det bestäms att Hamilton ska framträda i Konstitutionsutskottet, där han ska svara sanningsenligt på alla frågor såvida de inte gäller Operation Big Red eller sådant som kan vara känsligt för främmande makt. Under den tv-sända utfrågningen framkommer många av hans tidigare insatser som underrättelseofficer, och detta gör honom mycket snabbt känd över hela världen som en verklighetens James Bond. Även om flera av politikerna under förhöret går hårt ut med frågor om hans inställning att döda andra människor och bruka våld, blir han svenska folkets hjälte och mottar tiotusentals telegram och blomsterförsändelser. Kungen beslutar även att tilldela honom Konungens medalj.
Genom telefonavlyssning riktad mot Expressen, utförd av GRU, framkommer det att reportern på kvällstidningen känner till Hamiltons tapperhetsmedaljer. Det leder till slutsatsen att inbrottstjuven i Hamiltons lägenhet inte alls arbetade för ryssarna utan för någon annan. Hamilton, Lundwall och Stålhandske förhör inbrottstjuvens uppdragsgivare och får veta att denne i sin tur fått uppdraget av en man som visat polislegitimation med namnet Hans Glücher.
Genom den avslöjade Glücher, och med hjälp av Eva-Britt, spåras mördarna till ett gäng säkerhetspoliser och ordningspoliser med fascistiska tendenser som av övriga kollegor kallas Järngänget. Deras syfte är att provocera fram en hårdare linje mot Sovjet och därmed utöka Säpos resurser.
GRU:s efterspaningar förvarnar OP5 om att det fascistiska polisgänget planerar en massaker på en stor mängd svenska officerare när Kustjägarskolan ska hålla Luciafest i Vaxholm. Hamilton, Lundwall och Stålhandske placeras som skyddsvakter vid festplatsen, helt i enlighet med gällande svenska lagar om militärt område, och avstyr terroraktionen. Lundwall dödar en av terroristerna och Hamilton skadeskjuter Glücher.
För sin insats i oskadliggörandet av de svenska fascisterna tilldelas Hamilton Röda stjärnans orden, som förste västerlänning sedan andra världskriget.

## Rollfigurer
- Carl Hamilton - underrättelseofficer
- DG - militär spionchef, snart pensionerad
- Samuel Ulfsson - chef för OP5
- Jurij Tjivartstjev - GRU-chef i Stockholm
- Stig Sandström - livstidsdömd spion
- Mouna al Husseini - palestinsk underrättelseofficer
- Peter Sorman - kabinettssekreterare
- Åke Stålhandske - underrättelseofficer
- Joar Lundwall - underrättelseofficer
- Rune Jansson - kriminalkommissarie
- Eva-Britt Jönsson - polisinspektör

## Film och tv-serie
Ett av bokens kapitel, KU-förhöret, gjordes till tv-filmen Förhöret (1989) med Stellan Skarsgård i rollen som Hamilton, och manus skrivet av Jan Guillou själv. Tv-filmen följer handlingen i kapitlet mycket väl, med den lilla skillnaden att Eva-Britt benämns som åklagare istället för polis. 
Romanen i sin helhet gjordes sedan till tv-serien Fiendens fiende (1990) med Peter Haber i rollen som Hamilton. TV-serien följer handlingen i boken mycket väl, med undantag för en större ändring i det sista avsnittet där Eva-Britt får en  direkt inblandning i den våldsamma upplösningen.